# XXX век до н. э.

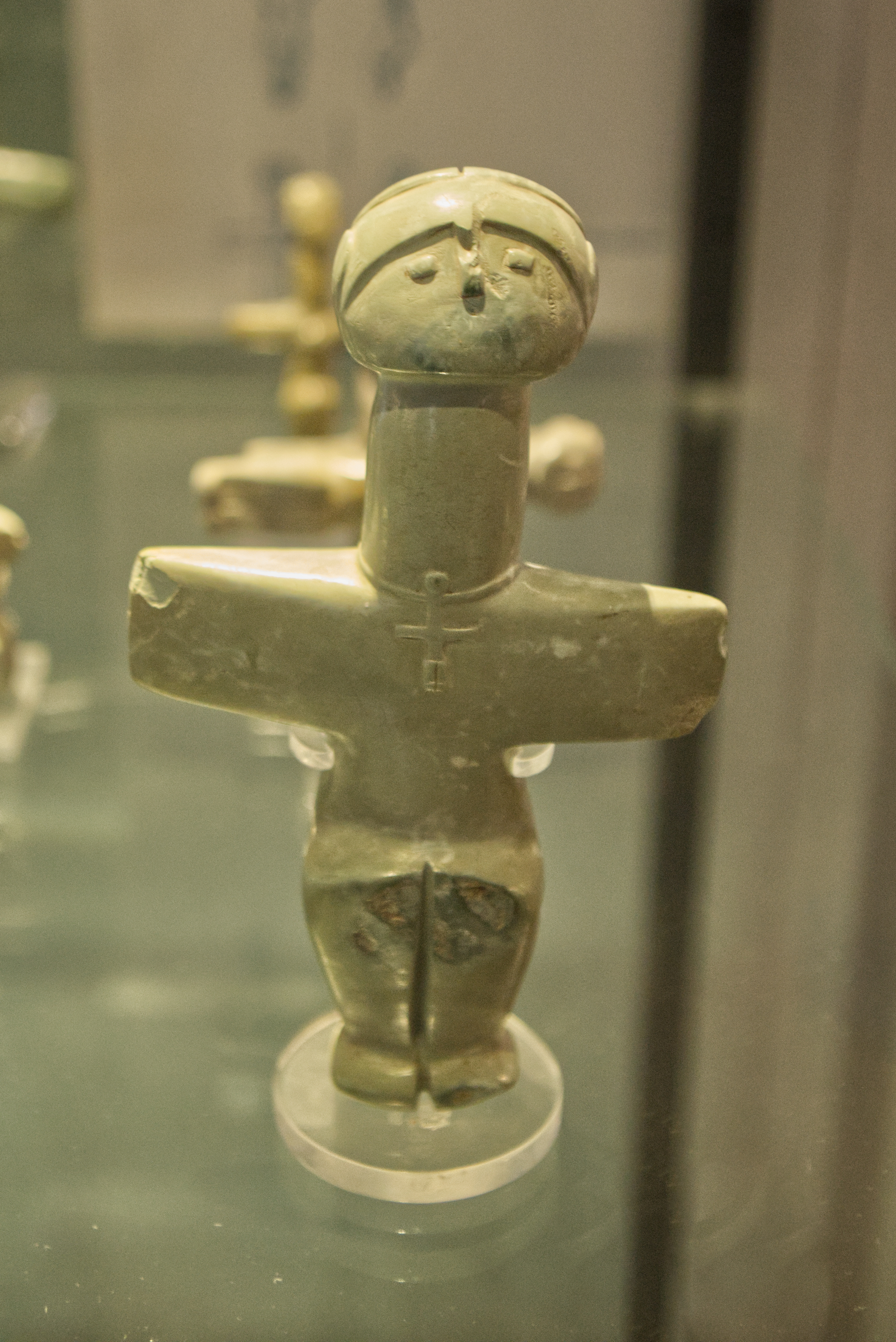
Помосский идол

XXX (тридца́тый) век до на́шей э́ры по пролептическому юлианскому календарю — век с 1 января 3000 года до н. э. по 31 декабря 2901 года до н. э. Это 1-й век 3-го тысячелетия до н. э. Ему предшествовал XXXI век до н. э., за ним следовал XXIX век до н. э. Закончился 4925 лет назад.

## События около 3000 года до н. э.

### Европа

#### Южная Европа
- Возникновение культуры иберийцев в Южной Испании.
- Основание города Кносс на Крите. Начало минойской цивилизации.

#### Центральная Европа
- Возникновение культуры Бикер в Центральной Европе.

#### Русский Север
- Поселение на месте Старой Ладоги[1].

### Азия

#### Дальний Восток
- Заселение палеолитическими тангутскими (тунгусскими) племенами Кореи.

#### Индокитай
- Заселение племенами мон из Тибета и Китая дельты Иравади (Бирма).

#### Ближний Восток
- Библ становится крупным портом и торговым центром.
- Начало использования колесниц в Месопотамии.

#### Малая Азия
- Основание города Троя.

### Америка
- Комплекс Денбай Флинт на Аляске (доэскимосские племена).
- Зарождение цивилизации Норте Чико в Перу, одной из древнейших культур планеты.